# Heptagon
En heptagon (græsk, af hepta = syv), eller en syvkant, betegner indenfor geometrien en regelmæssig polygon med syv sider.
Heptagonen er defineret af syv punkter. Såfremt den ikke defineres nærmere, er der tale om en regelmæssig syvkant med syv lige lange sider, hvor hjørnepunkterne sidder på en fælles omkreds.
> S = antal*sider;
> Areal=S(0.5*r^(2)*sin(360/(S));

## I matematisk sammenhæng

### Formel til beregning af vinklerne
Summen af de indre vinkler af en syvkant er altid 900° og resulterer af den almindelige formel for polygoner, hvor der for variablen {\displaystyle n} indsættes antallet af hjørnepunkter i et polygon (i dette tilfælde: {\displaystyle n=7}):
{\displaystyle \sum \alpha =(n-2)\cdot 180^{\circ }=5\cdot 180^{\circ }=900^{\circ }}
Vinklen, som dannes mellem to forbundne kanter i en jævn, regelmæssig syvkant, er (ligeledes efter den almindelige formel for regelmæssige polygoner):
{\displaystyle \alpha ={\frac {(n-2)}{n}}\cdot 180^{\circ }={\frac {5}{7}}\cdot 180^{\circ }\approx 128{,}57^{\circ }}

### Formel for arealet A
En syvkant har et entydigt bestemmeligt areal, som kan beregnes ved opdeling i trekanter. Arealet af en syvkant er syv gange arealet af de trekanter, som kan dannes mellem middelpunktet og to ved siden af hinanden liggende hjørnepunkter.
{\displaystyle A={\frac {7}{4}}\cdot s^{2}\cdot \tan {\frac {450^{\circ }}{7}}\approx 3{,}63391\cdot s^{2}}
eller med omkreds:
{\displaystyle A={\frac {7}{2}}\cdot r_{u}^{2}\cdot \sin {\frac {360^{\circ }}{7}}\approx 2{,}73641\cdot r_{u}^{2}}

### Formel for sidelængder s
{\displaystyle s=2\cdot r_{u}\cdot \sin {\frac {180^{\circ }}{7}}\approx r_{u}\cdot 0{,}867767478235}

## Tilnærmelseskonstruktion
En regelmæssig syvkant kan ikke konstrueres præcist med lineal og passer.
Efter Carl Friedrich Gauss' bevis kan, hvis {\displaystyle n} er et primtal, den og kun den {\displaystyle n}-kant konstrueres, hvor der findes et naturligt tal {\displaystyle k}, således at {\displaystyle n} er et primtal for hvilket der gælder {\displaystyle n=2^{2^{k}}+1} . Det er {\displaystyle n=3,5,17,\dots } for {\displaystyle k=0,1,2,\dots }
og således ingen for {\displaystyle n=7}. Derfor kan der ikke findes en konstruktion for regelmæssige syvkanter.
Der findes to metoder for tilnærmelseskonstruktioner.
Her gennemgås kun den ene:
1. I et retvinklet eller kartesisk koordinatsystem tegnes en cirkel, som har midtpunkt i {\displaystyle (0,0)} og en omkreds som går igennem det punkt {\displaystyle P} som har koordinaterne {\displaystyle (2,4)}.
2. Skæringspunktet mellem den positive {\displaystyle y}-akse og cirkelomkredsen er hjørnepunkt {\displaystyle A}.
3. Den lige linje {\displaystyle y=-1} (vandret, grøn linje) skærer omkredsen i umiddelbar nærhed af punkterne {\displaystyle C} og {\displaystyle F}.
4. Hvis man skærer den strækningsymmetrale af linjen {\displaystyle AC} med omkredsen, får man tilnærmelsesvis hjørnepunktet {\displaystyle B}.
5. Den røde linje {\displaystyle {\overline {AB}}} eller {\displaystyle {\overline {BC}}} er en ret god tilnærmelse for sidelængden i den regelmæssige syvkant.
6. Hjørnepunkterne {\displaystyle D}, {\displaystyle E} og {\displaystyle G} opnås ved spejling.

## Anvendelse af syvkanter i praksis
- Diagonalerne af den regelmæssige syvkant danner den syvtakkede stjerne (heptagrammet), som er ret populær i esoterik.
- Mærsk benytter heptagrammet i sit flag.